# Røverens Brud
Røverens Brud è un cortometraggio muto del 1907 diretto da Viggo Larsen.

## Trama
Tom e Clara vivono in un piccolo cottage nel bosco. La giovane scongiura il suo compagno, che è a capo di una banda di ladri, di lasciare la cattiva strada, ma lui la lascia ancora una volta per unirsi ai suoi compagni. Uno di questi, Jim, corteggia in maniera greve Clara che si difende e lo caccia via. L'uomo, inviperito, le promette vendetta. Si reca, infatti, a denunciare i compagni, guidando i soldati nel covo della banda. Durante il conflitto che ne segue, due dei banditi vengono uccisi, mentre Tom viene preso prigioniero. Incatenato, viene portato via mentre Clara, che è giunta armata sul posto, si scontra ancora una volta con Jim che, questa volta, lei uccide.
In carcere, Tom viene tenuto sotto stretta sorveglianza, con i soldati che bivaccano in una stanza vicino alla sua cella. Clara, per liberare il suo uomo, si presenta alla prigione con un cesto pieno di bottiglie. I militari festeggiano, bevendo a garganella, ma il vino è drogato e Clara riesce a liberare l'amato e a portarlo fuori. In strada, però, vengono scoperti da un ufficiale: la ragazza si difende come una tigre, riuscendo a fuggire, mentre Tom viene ripreso.
Sulla strada che porta in città, la carrozza che porta il prigioniero verso un altro carcere viene assalita da Clara: la donna atterra il soldato che ha in consegna Tom e lo getta fuori in corsa, poi libera il suo uomo, fuggendo con lui. Dopo aver rubato un paio di cavalli, cavalcano fino ad arrivare finalmente al loro cottage. Ma i soldati sono sulle loro tracce e assaltano la casa. La difesa dei fuggitivi è disperata, ma, alla fine, sono entrambi colpiti. Clara, con le ultime forze, si trascina verso il corpo del suo compagno e lo bacia sulle labbra smorte.

## Produzione
Il film fu prodotto dalla Nordisk Film. In parte, in film venne girato nel Castello di Frederiksborg, a Hillerød, una località lontana circa una trentina di chilometri da Copenaghen e nel Kastellet, un'antica fortificazione militare della capitale danese.

## Distribuzione
Distribuito dalla Nordisk Film, uscì nelle sale cinematografiche danesi presentato in prima al Biograf-Theatret di Copenaghen il 12 marzo 1907. La Great Northern Film Company lo importò e lo distribuì negli Stati Uniti, dove il film fu proiettato il 4 aprile 1908.